# Michael Stevens
Michael David Stevens (Kansas City (Missouri), 23 gener 1986), és un educador, orador públic, animador i editor nord-americà millor conegut per crear i allotjar el canal d'educació popular de YouTube Vsauce. El seu canal va llançar inicialment contingut relacionat amb videojocs fins que la popularitat de la seva sèrie educativa DOT va fer que les discussions d'interès general esdevinguessin el focus de Vsauce, quals abasten explicacions de la ciència, la filosofia, la cultura i la il·lusió. Com a presentador de Vsauce, Stevens s'ha convertit en un dels YouTubers més reeixits (amb més de 17 milions de subscriptors i més de 2 mil milions de visites).

## Biografia
Stevens va néixer el 23 de gener de 1986  a Kansas City, Missouri. La seva mare treballava com a ajudant d'ensenyament, mentre que el seu pare era enginyer químic. La família es va traslladar a Stilwell, Kansas, l'any 1991. Stevens es va graduar a la Blue Valley High School, on va desenvolupar una personalitat còmica, així com una passió pel coneixement, participant en programes informatius i de clubs de teatre. Després es va graduar a la Universitat de Chicago amb una llicenciatura en psicologia i literatura anglesa. Com a estudiant de pregrau, Stevens es va interessar per l'edició de vídeo, després d'haver vist un tràiler retallat de The Shining.

## Carrera professional

### Edició de vídeos de YouTube i Barely Political
Sota el nom d'usuari pooplicker888, Stevens va editar i va produir el seu primer contingut de vídeo a YouTube el 2007, i alguns dels seus clips van ser presentats per CollegeHumor i Funny or Die. En el mateix any, com a usuari CamPaign 2008, va començar a utilitzar la superposició i el doblatge per produir curtmetratges de comèdia sobre candidats a les eleccions presidencials dels Estats Units de 2008. El contingut en línia de Stevens va atreure l'interès de Ben Relles, que el va convidar a convertir-se en membre del grup de comèdia en línia conegut llavors com Barely Political.

### Vsauce primerenc

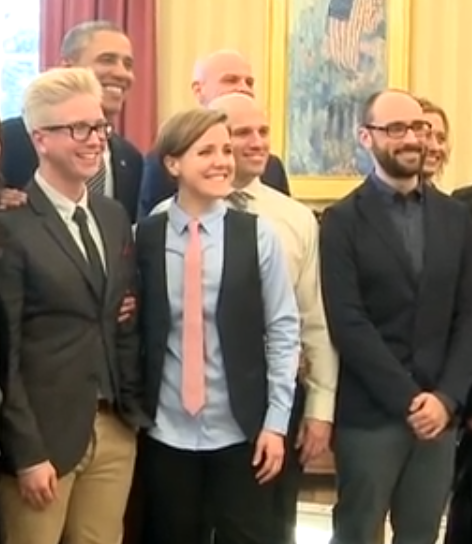
Stevens (dreta) amb altres personalitats de YouTube i el president Barack Obama en una reunió de la Casa Blanca, sobre HealthCare.gov el 2014.

Stevens va llançar el canal Vsauce el 2010. Inicialment, va comptar amb molts col·laboradors, amb un gran enfocament en la cultura dels videojocs. Van sorgir diverses sèries diferents, moltes de les quals van ser organitzades per Stevens, incloses V-LIST (llistes relacionades amb videojocs), IMG (amb imatges virals), DONG (Do Online Now, Guys, que mostra diversos jocs i eines en línia) i LÜT (mostrant productes nerd i interessants disponibles en línia). Va desenvolupar un eslògan en presentar els seus vídeos amb "Hola, Vsauce. Aquí Michael".
La majoria dels vídeos s'intitulen amb una pregunta, que Stevens respon o discuteix extensament, que cobreix tangents rellevants de qualsevol àmbit educatiu que apel·lin a l'interès general.
```
No vull només crear coses que siguin jo llegint una pàgina de la 
Viquipèdia
, vull que siguin un viatge: un tren lògic que et faci dir "Oh, va, on anem avui?"
```

### Google, conferències TED i col·laboracions en educació científica

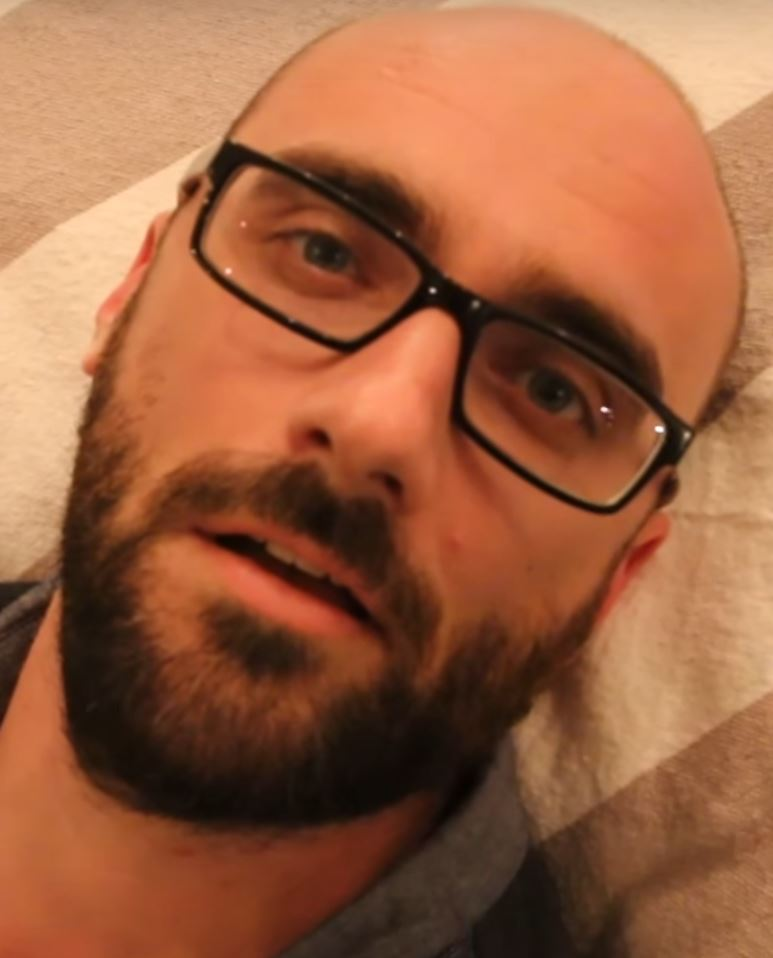
Stevens apareix en un vídeo de Vlogbrothers el 2016.

L'any 2012, l'any després de l'adquisició de Next New Networks per Google, Stevens també va començar a treballar com a estratega de continguts per a Google a Londres. El seu paper se centra en la plataforma YouTube de Google, incloent reunir-se amb altres creadors de contingut per optimitzar l'eficàcia dels seus vídeos.
Stevens es va convertir en un orador públic consumat. El 2013 va presentar dues xerrades TED: "Quant pesa un vídeo?" al TEDactive oficial, i "Per què fem preguntes?" a TEDx Viena. També ha parlat en esdeveniments per Adweek, VidCon, MIPTV Media Market, el Festival Internacional de Televisió d'Edimburg i per a Novo Nordisk com a educador de diabetis. El 2015, va aparèixer al YouTube Fan Fest de Toronto.
L'octubre de 2015, Stevens va llançar el canal de YouTube D!NG, per incloure contingut de la sèrie D!NG anteriorment a Vsauce.

### Mind FieldandBrain Candy Live
El 2016, l'antic copresentador de MythBusters, Adam Savage, va declarar que s'uniria a Stevens en una gira escènica el 2017. Més tard l'any, Stevens va publicar un vídeo a Vsauce anunciant que ell i Savage visitaran quaranta ciutats dels Estats Units. a principis de 2017 per presentar Brain Candy Live. La gira s'ha descrit com un espectacle en directe basat en la ciència que es troba "entre TED Talks i el Blue Man Group". Es va programar una segona gira als Estats Units per al març-maig de 2018. Tanmateix, a causa de problemes de programació, la gira es va cancel·lar i no s'ha celebrat des d'aleshores. Mai s'ha dit oficialment si tornarà mai.

## Premis
| Curs | Espectacle de premis              | Categoria                                              | Destinatari                           | Resultat   |
| ---- | --------------------------------- | ------------------------------------------------------ | ------------------------------------- | ---------- |
| 2013 | Premis RealPlayer Video Visionary | Educació                                               | Vsalsa                                | Va guanyar |
| 2014 | Premis Webby                      | Veu de la gent per a notícies i informació (canal)     | Vsalsa                                | Va guanyar |
| 2014 | Premis Streamy                    | Ciència i Educació                                     | Vsalsa                                | Va guanyar |
| 2015 | Premis Streamy                    | Ciència o Educació                                     | Vsalsa                                | Va guanyar |
| 2015 | Premis Streamy                    | Edició                                                 | Michael Stevens i Guy Larsen (Vsauce) | Nominat    |
| 2015 | Premis Webby                      | La veu del poble per a la ciència i l'educació (canal) | Canals Vsauce                         | Va guanyar |
| 2016 | Premis Webby                      | La veu del poble per a la ciència i l'educació (canal) | Xarxes Vsauce                         | Va guanyar |